# Poladryas pola
Poladryas pola är en fjärilsart som beskrevs av Jean Baptiste Boisduval 1869. Poladryas pola ingår i släktet Poladryas och familjen praktfjärilar. Inga underarter finns listade i Catalogue of Life.